# Coelotes multannulatus
Coelotes multannulatus là một loài nhện trong họ Amaurobiidae.
Loài này thuộc chi Coelotes. Coelotes multannulatus được miêu tả năm 2006 bởi Zhang et al..